# Jack Mansell
Jack Mansell (Salford, 22 augustus 1927 – 19 maart 2016) was een Brits voetballer en voetbaltrainer.

## Carrière
Mansell begon zijn professionele carrière bij Brighton & Hove Albion FC. Hierna ging hij voor een jaar naar Cardiff City FC. Hij sloot zijn carrière in 1958 af bij Portsmouth FC.
In 1961 begon hij zijn trainerscarrière bij Blauw-Wit Amsterdam. Hierna ging hij naar Telstar. Hij sloot zijn trainerscarrière begin jaren 80 af bij het Israëlisch voetbalelftal en Maccabi Haifa.
Mansell overleed in 2016 op 88-jarige leeftijd.

## Statistieken
| Seizoen | Club                      | Land                | Competitie          | Wedstrijden | Doelpunten |
| ------- | ------------------------- | ------------------- | ------------------- | ----------- | ---------- |
| 1948/52 | Brighton & Hove Albion FC | Verenigd Koninkrijk | Football League Two | 116         | 9          |
| 1952/53 | Cardiff City FC           | Verenigd Koninkrijk | Football League One | 24          | 0          |
| 1953/58 | Portsmouth FC             | Verenigd Koninkrijk | Premier League      | 134         | 7          |
|         |                           |                     | Totaal              | 274         | 16         |